# Constantina (dochter van Constantijn I)
Constantina (Milaan? 318 - Caeni Gallicani in Bithynië 354) was een dochter van keizer Constantijn I de Grote met zijn tweede vrouw Flavia Maxima Fausta. Synoniemen voor haar naam zijn talrijk: Constantia, Constantiana, Constanza, Costanza.
Zij was de zus van drie keizers Constantijn II, Constantius II en Constans I. Zijzelf werd nooit keizerin, in tegenstelling tot haar zus Helena, vrouw van keizer Julianus Apostata. Zij was een telg uit de Constantijnse dynastie.
Zij is heilig verklaard. Het voormalig mausoleum voor haar (en haar zus Helena) is thans de kerk Santa Costanza.

## Huwelijk met Hannibalianus
Constantina huwde eerst met haar neef Hannibalianus. Zij verhuisden naar Pontus waar Hannibalianus tot Romeinse vazalkoning was benoemd door keizer Constantijn I. Na de dood van vader Constantijn I lieten haar drie broers Hannibalianus ombrengen in een grote purge van potentiële troonopvolgers binnen de Constantijnse dynastie. Constantina dook  later op in het Westen, waar zij constant betrokken geraakte in familie-intriges rond haar drie broers.

## Huwelijk met Constantius Gallus
Van haar broers moest ze huwen met een andere neef Constantius Gallus, een van de weinige familieleden die haar drie broers gerust gelaten hadden. Deze moest als nieuwe Caesar in Syria de ene opstand na de andere onderdrukken. Ook Constantina leidde er een bloeddorstig leven. Zo eiste ze de doodsstraf bij haar man tegen de ene of de andere persoon die haar nog geld moest. De historicus Ammianus Marcellinus verbleef aan het hof in Syria en schreef over haar: "inflammatrix saevientis adsidua humani cruoris avida nihil mitius quam maritus" (boek Res Gestae). Gealarmeerd door het bloedbad aan het hof in Syria riep keizer Constans I zijn zus naar Milaan. Zij diende de keizer uitleg te geven doch ze kwam nooit aan. Ze overleed onderweg in Bithynia.

## Mausoleum
Zie volledig artikel: Santa Costanza
Haar lichaam werd naar Rome getransporteerd en gelegd in een paarse sarcofaag. De sarcofaag werd opgesteld in een voor die tijd monumentaal en luxueus mausoleum aan de Via Nomentana. Volgens sommigen was dit keizerlijk mausoleum uitsluitend voor haar zus Helena bedoeld. De twee zussen werden er begraven.

## Heiligenleven
Toen Constantina ooit in Rome verbleef, was ze zwaar ziek. Ze bad op het graf van de martelares Agnes van Rome, ook gelegen aan de Via Nomentana. Ze genas miraculeus en bekeerde zich tot het christendom, net zoals haar vader christen geworden was. Ze behield haar hele leven een verering voor de heilige Agnes. Ze bouwde een basiliek op Agnes' graf. Zij bekeerde verder haar twee dochters tot het christendom. Het ging om Attica en Artemia uit haar eerste huwelijk. Deze dochters zouden een devoot leven geleid hebben.